# Etliche Underricht zu Befestigung der Stett, Schloss und Flecken
niem. Etliche Underricht zu Befestigung der Stett, Schloss und Flecken (Niektóre pouczenia o umacnianiu miast, zamków i osiedli, Wskazówki o umacnianiu miast, zamków i wsi) – traktat Albrechta Dürera na temat fortyfikacji bastejowych oraz koncepcji miast i machin wojennych z 1527 roku.

## Geneza i wydanie

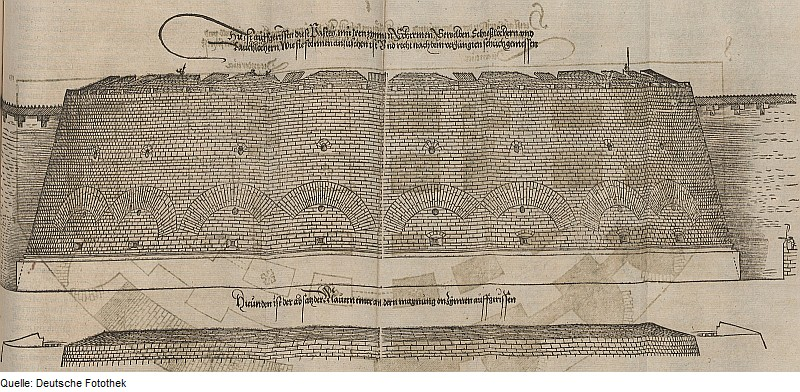
Rzut od frontu wielkiej bastei

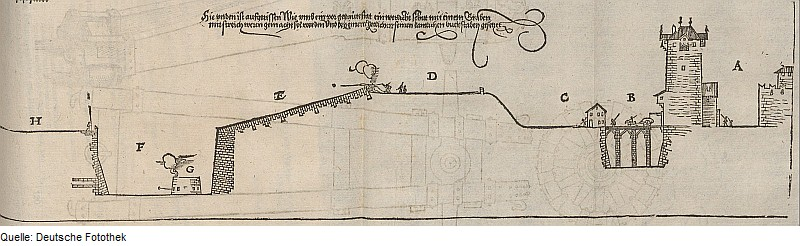
Przekrój umocnień miejskich: od lewej H – przedpole, F – fosa z samodzielnym ostrogiem obronnym (G), D – główny wał artyleryjski, A – miasto

Traktat był najprawdopodobniej reakcją na bieżące wydarzenia i zagrożenia dla porządku w chrześcijańskiej Europie: tureckiego naporu z zewnątrz i wewnętrznych niepokojów społecznych, w szczególności powstań chłopskich. Zadedykowany został  Ferdynandowi Habsburgowi, który właśnie odziedziczył tron po Ludwiku Jagiellończyku (poległym w  walce z Turkami) i wdrażał reformy, mające na celu wzmocnienie władzy administracyjnej oraz fiskalnej, a także przygotowywał kraj do wojny, fortyfikując pograniczne miasta. Dürer zapewne chciał wesprzeć władcę, ofiarowując mu swój traktat; jego dość chaotyczna kompozycja wskazuje na pospieszne przygotowanie, w obliczu postrzeganego kryzysu.
Na przełomie XV i XVI wieku liczni teoretycy architektury zaczęli też rozważania nad teorią fortyfikacji. Pierwszą publikacją zawierającą rozdział o umocnieniach było De re aedificatoria libri decem (Dziesięć ksiąg o sprawach budownictwa) Leona Battisty Albertiego z 1485 roku. Także Filarete (Antonio di Pietro Averlino) i Francesco di Giorgio Martini zawarli fragmenty o fortyfikacjach w swoich książkach, podczas gdy pomysły na fortyfikowanie miast Leonarda da Vinci i Michała Anioła pozostały w prywatnych notatkach.
Tworząc swój traktat Dürer nie wykorzystywał – jak chciała tradycja – doświadczeń z wznoszenia fortyfikacji wokół Norymbergi (powstały one po jego śmierci), ale mógł czerpać z prac, jakie wykonywał na rzecz Antwerpii w latach 1520–1521. Z punktu widzenia teorii fortyfikacji jego idee są ostatnim etapem rozwoju średniowiecznego, murowanego zamku, przystosowanego do użycia artylerii. Dürer w swoich podróżach nie dotarł do środkowych Włoch (np. do Rzymu czy Florencji), więc nie zapoznał się z najnowszymi osiągnięciami włoskich inżynierów i jego praca nie nosi śladów ich wpływów.
Książka jest pierwszym wydrukowanym w Europie dziełem w pełni poświęconym fortyfikacji. Została wydana oryginalnie po niemiecku w 1527 roku i miała kilka wznowień. Dziesięć lat później w Paryżu ukazało się tłumaczenie na łacinę De urbibus arcibus Castellisqe Codendis. Pierwotne wydanie składa się z 50 stronic ilustrowanych drzeworytami. Tekst nie jest podzielony śródtytułami na rozdziały.

## Treść i kompozycja

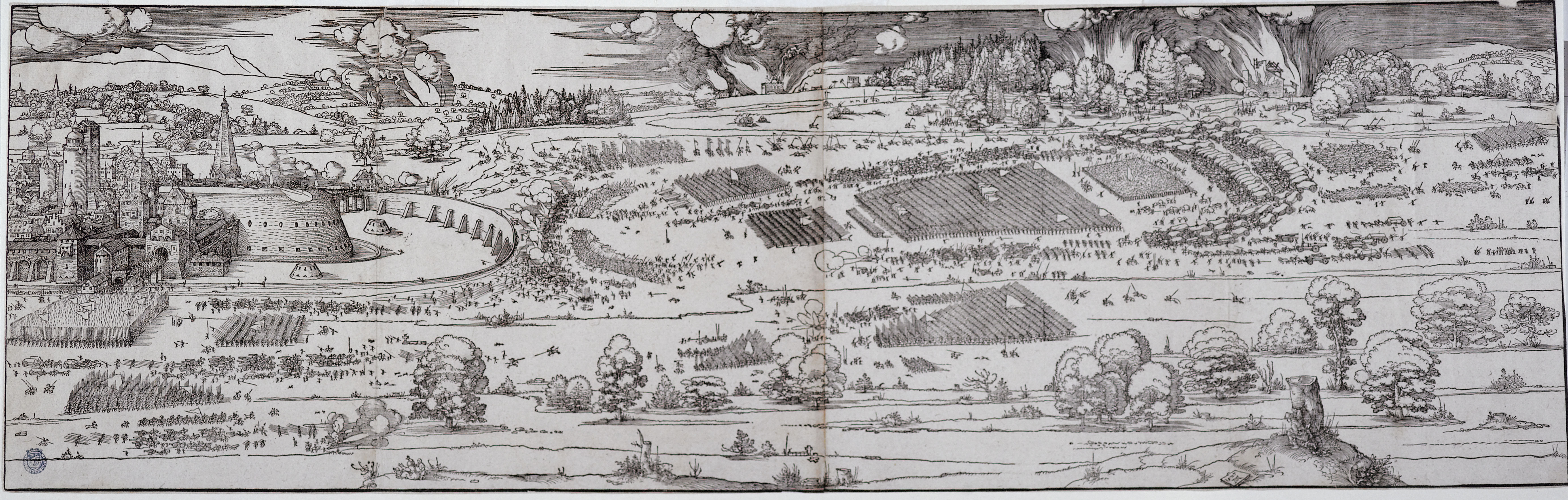
Artystyczna wizja oblężenia twierdzy autorstwa Dürera. Z lewej strony widać jego wielką basteję z dwoma poziomami strzelnic artyleryjskich (poza stanowiskami na wale) i osobne schrony ze strzelnicami w fosie

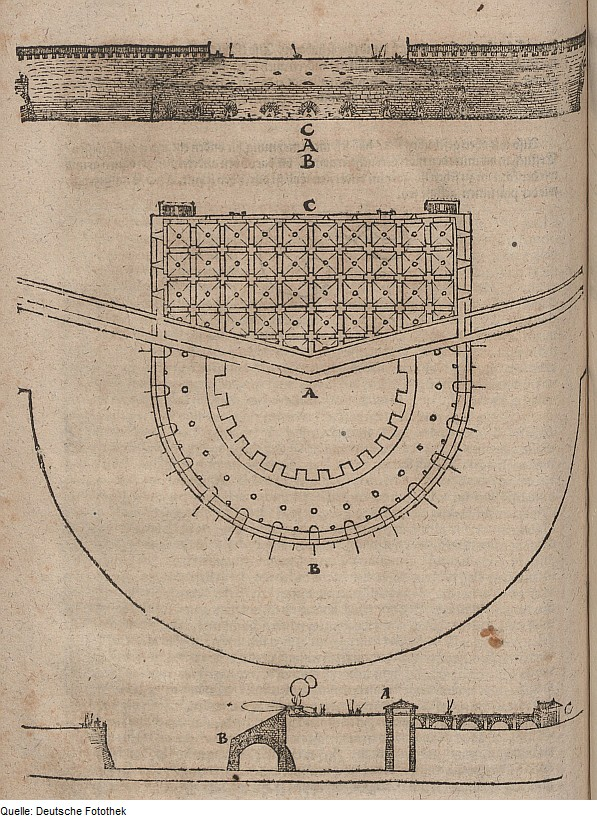
Plan mniejszej bastei artyleryjskej z księgi Dürera. Widoczny półokrągły narys utrudniający obronę poziomą linii fosy

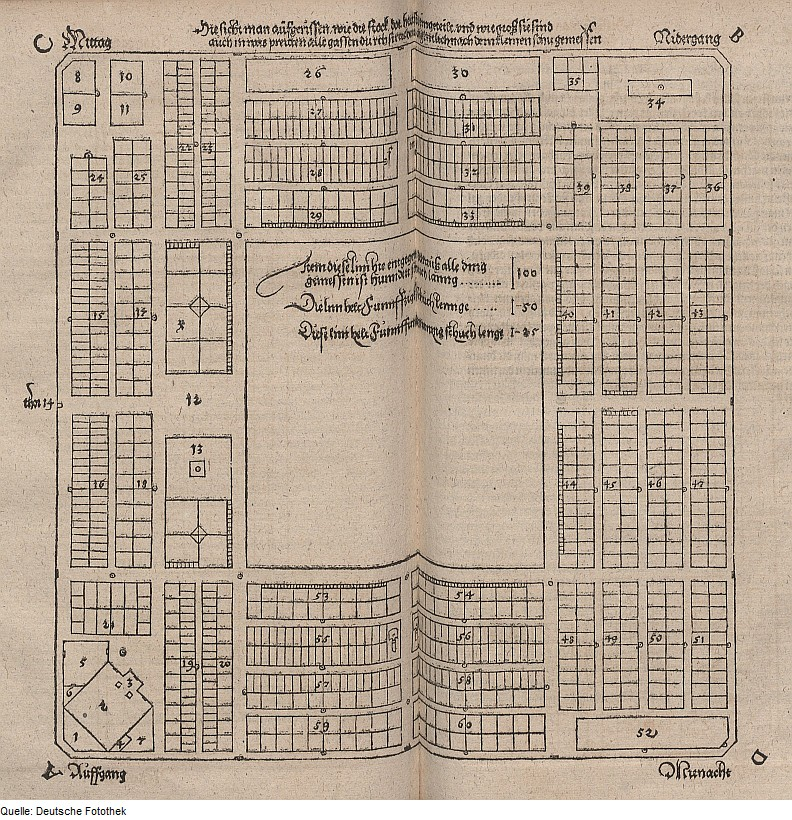
Plan miasta idealnego (bez linii fortyfikacji) ze szczegółowym podziałem na obszary o różnych funkcjach i zamieszkałych przez różne klasy społeczne

Traktat składa się z czterech sekcji omawiających kolejno: basteje, miasto idealne, twierdzę pograniczną i umacnianie już istniejącego miasta.
Dürer zaproponował cztery schematy tworzenia linii fortyfikacji. Podstawowy schemat linii obrony opierał się o wykorzystanie masywnej, murowanej baszty, będącej stabilną platformą artyleryjską. Miała ona się wznosić na 70 stóp nad dno fosy i prawie 30 nad okoliczny teren. Wyposażona była w liczne kazamaty i działobitnie. Ta wielka basteja miała jednak poważną wadę w postaci płaskiego, zaokrąglonego narysu. Nie pozwalało to na umieszczenie strzelnic wymierzonych dokładnie w linii fosy, która znajdowała się w polu martwym. Napastnicy, przedostawszy się w załom muru koło bastei mogli atakować mur kurtynowy (np. minami) bez większego zagrożenia ze strony obrońców. Nie rozwiązywało więc najbardziej ówcześnie palącego problemu, jakim było zagadnienie obrony bliskiej po rezygnacji z bardzo narażonych na ostrzał elementów, służących do obrony pionowej (jak np. wysokie mury z machikułami). Dürer uzupełniał obronę projektując osobne ostrogi.
Znaczącą część traktatu zajmuje opis miasta idealnego. Wedle pomysłu Dürera miało ono być założone na planie kwadratu o boku 4300 stóp, z czego znaczną część zajmuje kilka linii rozbudowanych obwałowań. Pomiędzy nimi znajdują się koszary i obiekty o charakterze przemysłowym wymagające dużo przestrzeni (np. młyny-wiatraki) lub kłopotliwe ze względów higienicznych (np. rzeźnie). Sam teren miasta to kwadrat o boku 2212 stóp; wewnątrz niego znajduje się osobno ufortyfikowana dzielnica królewska (1012 × 1012 stóp). Miasto jest podzielone na 16 kwartałów, które w zależności od funkcji dzielą się na mniejsze części. Plan charakteryzuje się bardzo ścisłym podziałem funkcjonalno-mieszkalnym z osobnymi sekcjami dla działalności religijnej, rzemieślniczej (osobno: metalowej, krawieckiej, szewskiej, ciesielskiej itp.) czy handlowo-zaopatrzeniowej (składy, sklepy). Miasto ma tylko jedną bramę, przy której skupione są budynki administracyjne, targ, domy szlachty i zamożnych mieszkańców.
Plan miasta Dürera zakładał ścisłą hierarchię społeczną, rozróżniającą nie tylko arystokrację od robotników, ale także segregującą „wykwintniejsze” rzemiosła (np. jubilerstwo) od bardziej pospolitych. Jest to główna różnica od egalitarnego społeczeństwa Utopii Thomasa Moore’a, którego idee miał prawdopodobnie wpływ na pomysły Dürera. Oba projekty łączyła wartość przypisywana pracy (każdy mieszkaniec miał być produktywny, a rozrywki zredukowane były do minimum – u Dürera tylko tawerny można uznać za miejsca służące odpoczynkowi) oraz silny nacisk na obronę (miasto Amaurot u Moore’a jest silnie ufortyfikowane, choć społeczeństwo Utopii pozostaje wrogie wojnie napastniczej). Inną zasadniczą różnicą było wykluczenie chłopów z miasta Dürera. To wykluczenie oraz nacisk na potężne fortyfikacje miejskie było prawdopodobnie reakcją na chłopskie bunty z 1525 roku; zawarta implicite w planie ścisła hierarchia społeczna i bezpośredni nadzór władzy centralnej był próbą zaradzenia podobnym problemom. Widać jednak też dbałość o uboższych mieszkańców, którym ma być zapewnione godne mieszkanie – być może praktycznym rozwiązaniem, które miało wpływ na pomysły autora, była augsburska dzielnica dla ubogich, Fuggerei (Dürer był w bliskich kontaktach z rodziną fundatora, Fuggerami).

## Wpływ
Dzieło Dürera było kilkakrotnie wznawiane i tłumaczone. Niemieckie przedruki ukazały się w latach 1530 i 1538. Pierwszy przekład na łacinę opublikował Joachim Camerarius w 1535 roku. Inny, też na łacinę, wydał w tym samym roku Christian Wechel w Paryżu. Bardziej niż na same konstrukcje fortyfikacji, wywarło ono wpływ na „rynek wydawniczy”, ujawniając, że jest z jednej strony popyt wśród oficerów i inżynierów na książki omawiające najnowsze trendy w sztuce fortyfikacyjnej, inżynierskiej i artyleryjskiej; z drugiej zaś zachęciło cywilów znających sztukę geometrii i architektury do prób teoretycznego rozwiązywania praktycznych wojskowych problemów. W następnych latach ukazały się liczne, o różnej wartości, traktaty z zakresu teorii fortyfikacji i planowania miast.
Praktyczne wdrożenia Dürerowskich idei ograniczyły się głównie do Europy Północnej. Były one zasadniczo konserwatywne i konkurowały z szybko zyskującym popularność systemem bastionowym. Do końca XVI wieku basteje były szeroko stosowane w Niemczech i w Polsce. Włosi i Holendrzy już w połowie tego stulecia przeszli praktycznie na system bastionowy (Francuzi i Hiszpanie nieco wolniej). Prawdopodobnie pomysły Dürera wywarły największy wpływ, za pośrednictwem inżyniera Stevana von Haschenperga, na program nadbrzeżnych fortyfikacji wznoszonych przez Henryka VIII w Anglii. Haschenperg pracował nad Sandgate Castle i nad cytadelą w Carlisle. Zamki w Deal i w St Mawes mają formę złożoną z artyleryjskich bastei, dostosowaną do postaci nadbrzeżnego fortu.